# Menhir de Menou-Glas
Le menhir de Menou-Glas est situé à Landebaëron dans le département français des Côtes-d'Armor.

## Protection
Il a été inscrit au titre des monuments historiques en 1969.

## Description
Le menhir mesure 1,70 m de hauteur pour 1,65 m de largeur et 0,90 m d'épaisseur. C'est une dalle en granite local, de couleur claire, feuilleté à deux micas. Il est situé à environ 300 m au sud de l'allée couverte de Ros-Vras, en haut d'une pente.